# Hanny Fries
Hanny Fries (* 27. November 1918 in Zürich; † 7. Dezember 2009 ebenda, eigentlich Johanna Katharina Fries) war eine Schweizer Malerin, Zeichnerin und Illustratorin.

## Leben und Werk
Hanny Fries stammte aus einer Malerfamilie. Ihr Vater Willy Fries war zugleich ihr erster Lehrer. Ihre Mutter war die Schriftstellerin Katharina Fries-Righini (1894–1973), einzige Tochter des Malers Sigismund Righini. In Zürich studierte sie an der Kunstgewerbeschule und in Genf an der Ecole des Beaux-Arts. In Genf lernte sie ihren ersten Ehemann Ludwig Hohl kennen, dessen Nachlass sie betreute.
Hanny Fries lebte und arbeitete in Zürich. Dort heiratete sie Hans Aeschbacher, von dem sie sich kurze Zeit später wieder scheiden liess. Später war sie mit ihrem 2010 verstorbenen Partner Benno Blumenstein zusammen. Fries verfügte über eine grosse Beobachtungsgabe, die sie gerne im Cafe Olivenbaum zu Zeichnungen inspirierte. Zeichnerisch begleitete sie von 1954 bis 1983 das Schauspielhaus Zürich. Ihre Zeichnungen illustrierten Theaterkritiken – etwa die meisten Uraufführungen von Friedrich Dürrenmatt – in der NZZ, in der Tat, in der Weltwoche und im Tages-Anzeiger. Fries war in der Zürcher GSMBK engagiert. Fries’ Atelier befand sich im Dolderquartier an der Klosbachstrasse 150 und wurde von ihrem Urgrossvater Francesco Righini (1837–1914) erbaut.

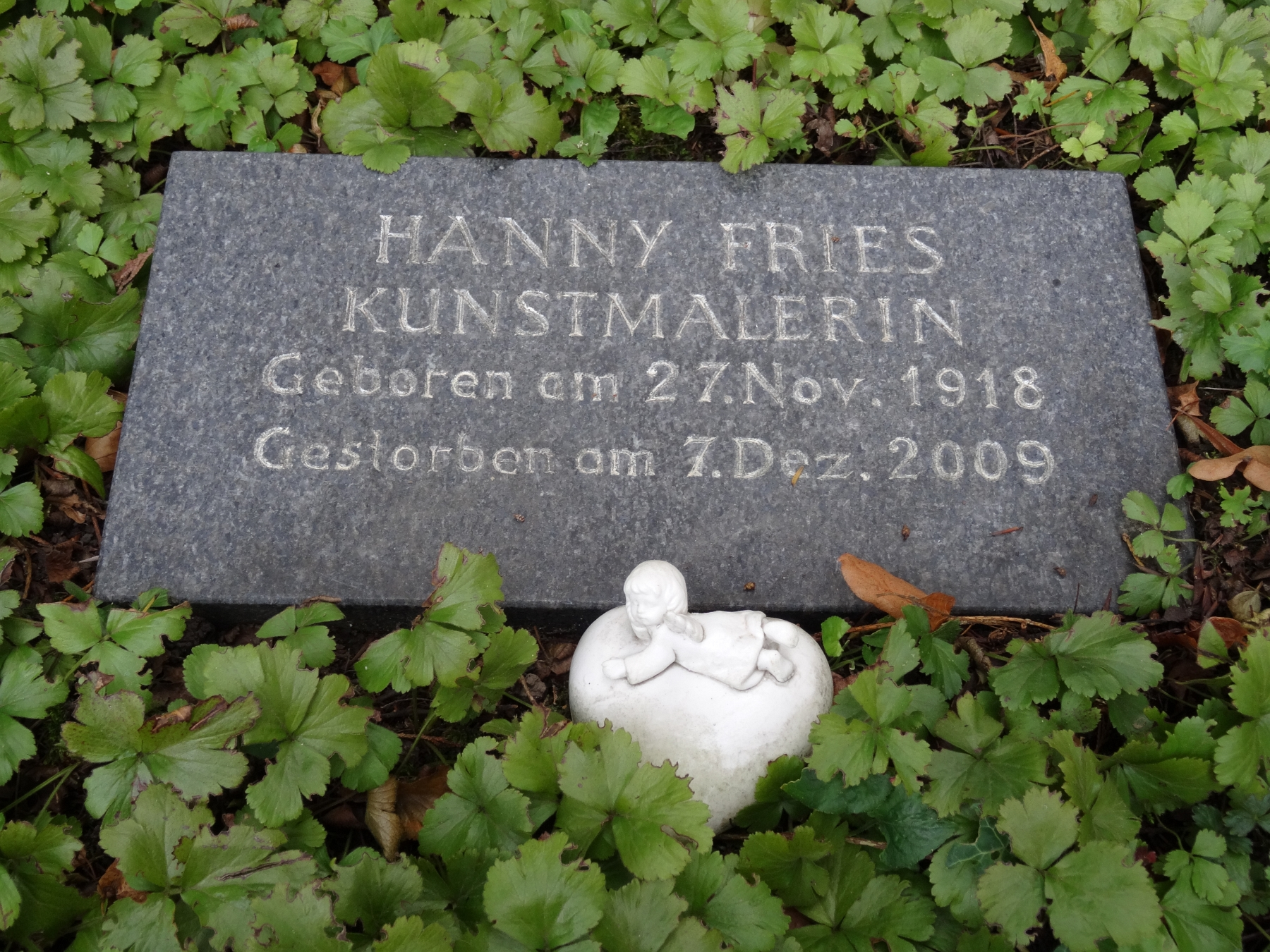
Grab, Friedhof Enzenbühl in Zürich.

Hanny Fries war regelmässig im Ausland unterwegs, insbesondere in Städten und Dörfern Südfrankreichs, Korsikas und der Toskana sowie in Venedig. Ihr Interesse galt dem alltäglichen Leben und Treiben jenseits touristischer Attraktionen. Ab 1970 wurde ihr der kleine Küstenort Castiglione della Pescaia in der Toskana zum beliebten Reiseziel. Während vieler Jahre verbrachte sie jeweils den Frühling im Süden Frankreichs, den Sommer in Castiglione, besuchte Strände, Pinienwälder oder beobachtete das Leben auf Dorfplätzen.
Ihre Hauptarbeiten umfassen Theaterzeichnungen, in der Malerei (Öl, Gouachen, grossformatige Aquarelle) Motive von Wartesälen, Parkbänke, Brioches und Stillleben sowie Email-Wandgestaltungen und Lithografien. Ausserdem hat sie über 120 Bücher illustriert. 1981 wurde sie mit dem Kunstpreis der Stadt Zürich ausgezeichnet.
Hanny Fries fand ihre letzte Ruhestätte auf dem Friedhof Enzenbühl in Zürich. Zu ihrem 100. Geburtstag wurden 2018 Werke in ihrem Atelierhaus gezeigt. Dieses ist heute auch für die Öffentlichkeit zugänglich.

## Werke: Illustrierte Bücher (Auswahl)
- Ludwig Hohl: Nächtlicher Weg. Morgarten-Verlag, Zürich 1943, mit 15 Federzeichnungen. – Neuausgabe Schweizerisches Literaturarchiv, Bern 2004, mit 9 Illustrationen
- Oscar Wilde: Erzählungen und Märchen. Büchergilde Gutenberg, Zürich 1944, mit etwa 60 Illustrationen
- Gilbert Cresbron: Traduit du vent, contes. Guilde du livre, Lausanne 1945, mit 42 Illustrationen
- Lewis Carroll: Alice im Wunderland. Büchergilde Gutenberg, Zürich 1947, mit 44 Illustrationen
- Hans Roelli: Sommerliches Verweilen, Gedichte. Interverlag, Zürich 1947, mit 29 Illustrationen
- Paul Chaponnière: Trois crayons. Société des bibliophiles, Bâle 1948, mit 30 Illustrationen
- Uz Oettinger: Vive l’Alsace. Otto Walter Verlag, Olten 1952, mit 18 Illustrationen
- Friedrich Schnack: Sibylle und die Feldblumen, Naturdichtung. Otto Walter Verlag, Olten 1952, mit 9 Illustrationen
- Colette: La vagabonde. Büchergilde Gutenberg, Zürich 1954, mit 38 Illustrationen
- François Daulte: Venedig. Ein Skizzenbuch. Origo Verlag, Zürich 1954, mit 39 Illustrationen
- Christian Staub: Circus. Verlag Hans Rudolf Stauffacher, Zürich 1955, mit 10 Illustrationen. – English edition John Lane, the Bodley Head, London 1957, with 10 sketches
- Aldous Leonard Huxley: Das Genie und die Göttin, Roman. Buchclub Exlibris, Zürich 1956, mit 9 Illustrationen
- Erwin Jaeckle: ABC vom Zürichsee. Mit Zeichnungen von Hanny Fries. Atlantis, Zürich 1956.
- François Marie Arouet de Voltaire: Candidus, Zadig, Treuherz. Manesse Verlag, Zürich 1956, mit 38 Illustrationen
- Rudolf Graber: Fahrt in ein anderes Land, eine Erzählung. Alpha-Presse, Zürich 1957, mit 7 Illustrationen
- Hermann Hesse: Tessin. Verlag der Arche, Zürich 1957, mit 15 Illustrationen; und Neuausgabe 1973
- Erwin Jaeckle: Aber von Thymian duftet der Honig, Gedichte. Atlantis Verlag, Zürich 1961, mit 19 Illustrationen
- Gerda Bächli: Auf Flügeln des Gesanges, deutsche Gedichte als Lieder. Sveriges Radio, Stockholm 1962, mit 28 Illustrationen
- Geoffrey Bocca: Bikini Beach, die Riviera, das Paradies der lässlichen Sünden. Scherz, Bern 1963, mit 12 Illustrationen; und Lizenzausgabe Deutscher Bücherbund, Stuttgart 1964
- Claudine (Pseudonym für Mabel Zuppinger): Mein grünes Herz. Scherz, Bern 1964, mit 25 Illustrationen; und 2. Auflage 1965; neue Ausgabe 1992; Taschenbuchausgabe 1995
- Doris Langley Moore: Die Kunst, geistvoll zu verführen. Sanssouci Verlag, Zürich 1964, mit 10 Illustrationen
- Ostschweizer Reben – Ostschweizer Wein (Text von Ernst Nägeli). Huber, Frauenfeld und Stuttgart 1966, mit 23 Illustrationen
- Jürg Fierz: Zürcher Spaziergänge: von Strassen und Plätzen, Häusern und alten Quartieren. Verlag Orell Füssli, Zürich 1974, mit 40 Illustrationen; ISBN 3-280-00950-2
- Hanny Fries: Theater zeichnen, 1000 Theaterzeichnungen. Verlag Hans Rudolf Lutz, Zürich 1978
- Martin Hürlimann: Vom Stadttheater zum Opernhaus, Zürcher Theatergeschichten. Werner Classen Verlag, Zürich 1980, mit 28 Illustrationen
- Erwin Parker: Mein Schauspielhaus, Erinnerungen an die Zürcher Theaterjahre 1933–1947. Pendo Verlag, Zürich 1983, mit 18 Illustrationen
- Peter Surava: Schicksal und Lebensstufen im Licht der späten Jahre. Verlag Rolf Kugler, Oberwil bei Zug 1986, mit 8 Illustrationen; und 2. Auflage 1988
- Walter Munz: Wir gehören zueinander, Begegnungen mit Suchtkranken und Aidspatienten. Huber Verlag Frauenfeld, 2003, mit 13 Illustrationen; ISBN 3-7193-1327-1
- Hanny Fries: Dürrenmatt am Schauspielhaus Zürich, Theaterzeichnungen 1954–1983. Ausstellungskatalog. Centre Dürrenmatt, Neuchâtel 2006, mit 23 Illustrationen
- Walter Robert Corti, Welthandel der Kinder – ein Vorschlag von Walter Robert Corti, hrsg. vom Schweizerischen Nansenbund, Riehen, 1951(?), mit 13 Illustrationen